# Väggbi
Väggbi (Heriades truncorum) är en art i överfamiljen bin och familjen buksamlarbin.

## Beskrivning
Arten är ett litet, slankt bi med svart grundfärg och smala, vita hårband på tergiternas bakkanter. Honan har ett stort huvud med två tätsittande taggar i mitten på clypeus (munskölden), ett viktigt igenkänningstecken, samt brungula polleninsamlingshår på buken. Hanen har lång päls på sternit 1 och 2. Längden uppgår till mellan 6 och 7 mm

## Ekologi
Väggbiet förekommer i många olika habitat, gärna med tillgång på solljus och murket trä för larvbona och företrädesvis i anslutning till bebyggelse, som bland annat trädgårdar. Den kan även påträffas i skogar, skogsbryn och gräsmarker. Arten flyger under juni till september, i norra delen av utbredningsområdet inte längre än till augusti. Arten är specialiserad på korgblommiga växter som värdväxter, bland andra röllika, prästkrage, färgkulla, krissla och renfana. I Alperna går arten upp till 1 600 m.

### Fortplantning
Larvbona inrättas med larvceller på rad efter varandra i utrymmen som gamla insektsgångar i murket trä, växtstjälkar från vass, rosor, hallon, björnbär och vinarter, eller i hål i väggar. Även konstgjorda bon som bihotell kan utnyttjas. Mellan de olika larvcellerna konstruerar honan väggar av kåda, och raden av larvceller avslutas med en propp av grusblandad kåda. Varje larvcell innehåller ett ägg och näring i form av pollen. Det förekommer att bona angrips av boparasiten väggpansarbi, som lägger sina ägg i larvcellerna, ett ägg i varje. När väggpansarbiets larv kläckts, dödar den ägget eller larven, och lever sedan av den insamlade näringen.

## Utbredning
Arten förekommer i större delen av Europa samt vidare till norra Asien, Sydvästasien och Nordafrika. Den har införts till västra USA.
I Sverige förekommer arten från Skåne till Medelpad.
I Finland finns den främst i de södra delarna av landet, inklusive Åland, men går i väster upp till Norra Österbotten.

## Status
Både globalt, i Sverige och i Finland är arten klassificerad som livskraftig ("LC").          